# Orgères-en-Beauce
Orgères-en-Beauce település Franciaországban, Eure-et-Loir megyében. Lakosainak száma 998 fő (2022. január 1.). Orgères-en-Beauce Loigny-la-Bataille, Guillonville, Courbehaye, Fontenay-sur-Conie és Tillay-le-Péneux községekkel határos.

## Népesség
A település népességének változása:
| Lakosok száma | 856  | 1052 | 1054 | 1081 | 1102 | 1126 | 1061 | 1012 | 1003 | 998  |
|               | 1968 | 1982 | 1990 | 2006 | 2013 | 2015 | 2017 | 2019 | 2020 | 2022 |